# Tipton (Califòrnia)
Tipton és una concentració de població designada pel cens dels Estats Units a l'estat de Califòrnia. Segons el cens del 2000 tenia 1.790 habitants.

## Demografia
Segons el cens del 2000, Tipton tenia 1.790 habitants, 473 habitatges, i 402 famílies. La densitat de població era de 684,3 habitants/km².
Dels 473 habitatges en un 53,3% hi vivien nens de menys de 18 anys, en un 62,8% hi vivien parelles casades, en un 14,2% dones solteres, i en un 14,8% no eren unitats familiars. En l'11,6% dels habitatges hi vivien persones soles el 5,3% de les quals corresponia a persones de 65 anys o més que vivien soles. El nombre mitjà de persones vivint en cada habitatge era de 3,78 i el nombre mitjà de persones que vivien en cada família era de 4,08.
Per edats la població es repartia de la següent manera: un 38,8% tenia menys de 18 anys, un 12,6% entre 18 i 24, un 26,4% entre 25 i 44, un 15,4% de 45 a 60 i un 6,9% 65 anys o més.
L'edat mediana era de 24 anys. Per cada 100 dones de 18 o més anys hi havia 106 homes.
La renda mediana per habitatge era de 26.379 $ i la renda mediana per família de 27.069 $. Els homes tenien una renda mediana de 24.362 $ mentre que les dones 19.821 $. La renda per capita de la població era de 8.464 $. Entorn del 18,3% de les famílies i el 20,3% de la població estaven per davall del llindar de pobresa.

## Poblacions més properes
El següent diagrama mostra les poblacions més properes.